# Macrococculus pomiferus
Macrococculus pomiferus är en tvåhjärtbladig växtart som beskrevs av Odoardo Beccari. Macrococculus pomiferus ingår i släktet Macrococculus och familjen Menispermaceae. Inga underarter finns listade i Catalogue of Life.